# Tatra 82
Tatra 82 byl lehký vojenský nákladní automobil se znakem náprav 6×4 a nosnosti 2 tuny, vyráběný Závody Ringhoffer-Tatra a.s. v Kopřivnici. Vznikl na základě objednávky MNO modernizací typu Tatra 72. Většina vyrobených vozů měla valníkovou nástavbu a sloužila u protivzdušné obrany Československé armády. Menší počet vyrobených vozů sloužil civilním uživatelům. Během let 1935–1938 vzniklo zřejmě 322 vozů Tatra 82. 

## Historie
Lehký terénní nákladní automobil Tatra 82 s nosností 2 tuny vznikl vývojem vozu Tatra 72. Byl větší a robustnější, se zvýšenou nosností na 2 tuny a výkonnějším motorem. Dostal také charakteristickou zaoblenou kapotu motoru, namísto původní „žehličkové“ svých předchůdců. První prototyp (valník), objednaný MNO koncem září 1935, obdržela armáda ještě téhož roku. V říjnu 1935 následovala objednávka 294 valníků, dodaných Československé armádě v průběhu roku 1936. Tyto automobily primárně sloužily jako přepravníky 2cm velkých kulometů proti letadlům vzor 36 (2cm VKPL vz. 36) včetně obsluhy a střeliva. Vozy Tatra 82 sloužily u 27 rot velkých kulometů, zařazených k pěším plukům a cyklistickým praporům a tvořících základ polní protivzdušné obrany čs. armády. Kromě nich v roce 1936 armáda také obdržela 5 velitelských vozů s otevřenou karosérií a roku 1938 jeden skříňový vůz.
Za účelem doplnění požadovaných mírových stavů speciálních nákladních vozidel provedla v březnu 1936 komise VTLÚ hodnocení tří zastoupených typů (Praga RV, Tatra 82, Škoda 6LT6). Na základě vyhodnocení bylo doporučeno objednání dalších 238 vozů Praga RV a 163 vozů Tatra 82. Armáda místo dalších vozů Tatra 82 objednala připravovaný výkonnější typ Tatra 92, který však již do mnichovské krize nestihla převzít.

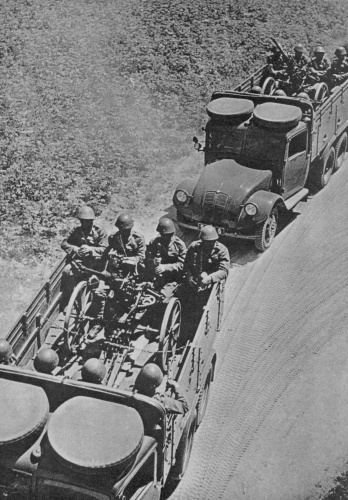
Kolona vozů Tatra 82 Československé armády, převážejících 2cm VKPL vz. 36 se sedmičlennou obsluhou.

Po okupaci českých zemí vozidla čs. armády převzal Wehrmacht. Vozy nacházející se na území Slovenska (55 valníků a pravděpodobně všech 5 velitelských vozů), získala armáda nově vzniklého Slovenského štátu.
Menší množství vozů zakoupili civilní uživatelé. Na podvozku Tatra 82 bylo roku 1937 postaveno 14 autobusů pro ČSD, z toho 11 karosovaných Sodomkou a 3 Peterou.
Celkem vzniklo 322 kusů v letech 1935–1938.

## Technické údaje

### Motor a převodovka
Tatru 82 pohání plochý, vzduchem chlazený zážehový čtyřválec s rozvodem OHC.  Motor má zdvihový objem 2494 cm³ (vrtání válců 90 mm, zdvih 98 mm). Dosahuje nejvyšší výkon 40,5 kW (55 k) při 3000 ot./min. Palivovou směs připravuje karburátor Zenith IB 36. Umístění motoru je vpředu, podélně před přední nápravou.
Mazání je tlakové oběžné, se suchou klikovou skříní. Chlazení obstarávají dva zapouzdřené radiální ventilátory. Palivová nádrž má objem 104 l + 16 l rezerva. Za motorem je umístěna suchá jednolamelová spojka. Za ní pak navazuje čtyřstupňová převodovka se synchronizací 3. a 4. stupně a dvoustupňová redukční převodovka.
Elektrická soustava pracuje s napětím 12 V. Vůz je vybaven dynamoakumulátorovým zapalováním Bosch, s 12 V dynamem o výkonu 125 W.

### Podvozek
Základ podvozku tvoří ocelová páteřová roura, vpředu opatřená přírubou pro blok motoru a převodovky. Vzadu jsou dvě hnací nápravy s výkyvnými poloosami. Ty jsou na každé straně odpružené společným půleliptickým listovým pérem. Nepoháněná přední náprava má nezávislé zavěšení polonáprav, odpružených příčným půleliptickým listovým pérem. Poháněné zadní nápravy mají uzávěrky diferenciálů. Rozchod předních kol činí 1450 mm, zadních 1500 mm (dvojitá montáž ?). Rozvor náprav je 2900 + 920 mm. Světlá výška pod nápravami je 245 mm. Nákladní vůz (valník) je vybaven tažným navijákem o tažné síle 2500 kg.
Vůz je opatřen kapalinovými brzdami Lockheed na všech kolech. Kola jsou dvacetipalcová, s lisovanými ocelovými disky rozměru 5×20" a pneumatikami rozměru 6×20".

### Karosérie

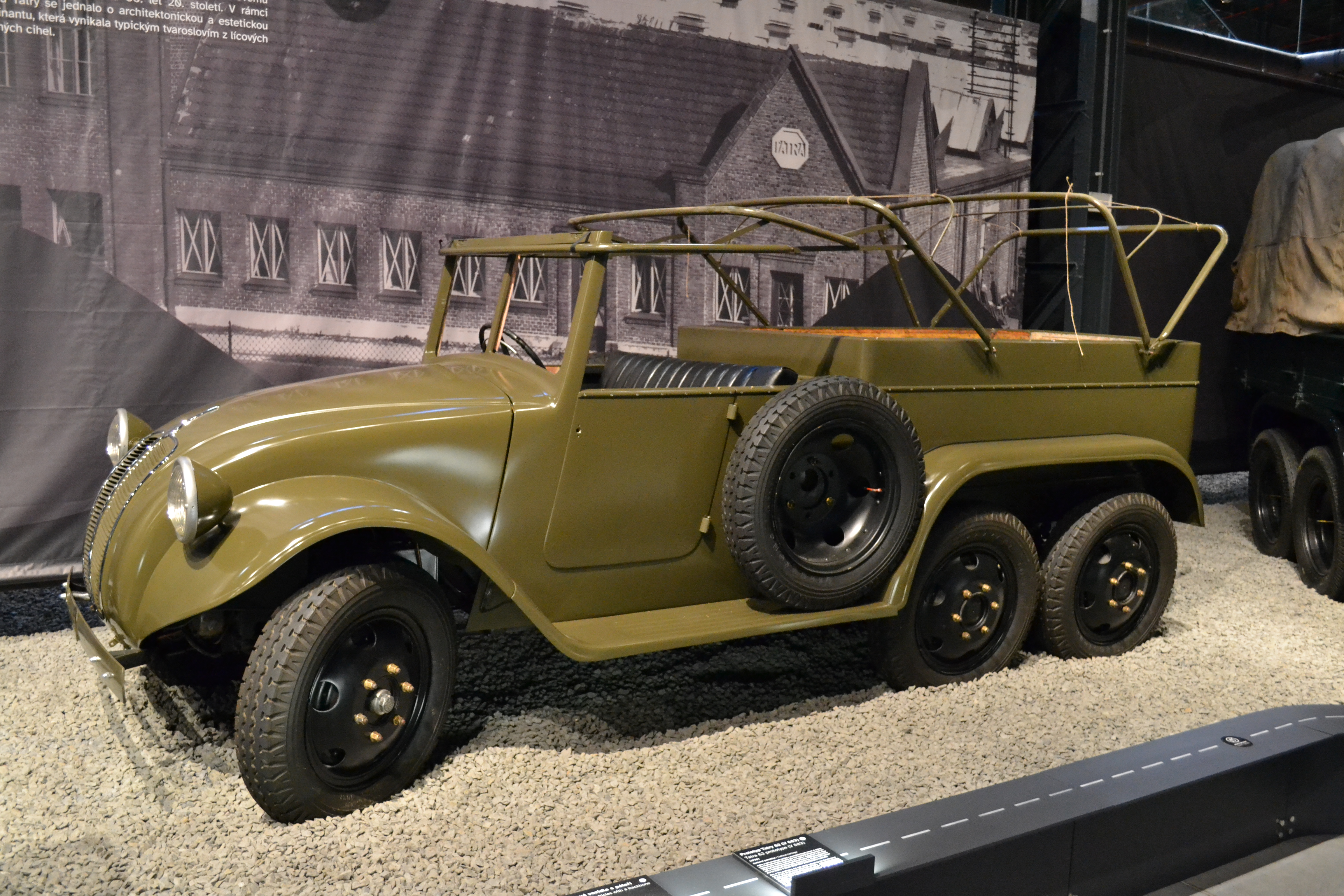
prototyp Tatra 82 break v Muzeu nákladních automobilů Tatra

Kabina vozu je smíšené konstrukce, s dřevěnou kostrou potaženou ocelovým plechem. Na střeše se nachází dvě rezervní kola (valník). Čelní okno je dvoudílné, opatřené dvěma elektricky poháněnými stěrači. Dveře kabiny jsou uchycené vpředu.
Vojenské vozy nesly tyto nástavby:
- valník s dřevěnými bočnicemi a stahovací plachtou. zadní nápravy osazeny dvojmontáží kol.
- velitelský, s otevřenou osobní karosérií typu break, krytou plachtou. Tato verze měla zadní nápravy osazeny jednoduchou montáží kol.

### Rozměry a výkony
Údaje pro verzi valník

Délka: 5 600 mm

Šířka: 2 000 mm

Výška: 1 950 mm

Hmotnost podvozku: 1 800 kg

Pohotovostní hmotnost: 3 150 kg

Užitečná hmotnost: 2 000 kg

Maximální rychlost: 45 km/h (valník), resp. 90 km/h (velitelský)